# Radstock
Radstock è un paese del Somerset, in Inghilterra.